# Karl-Heine-Kanal

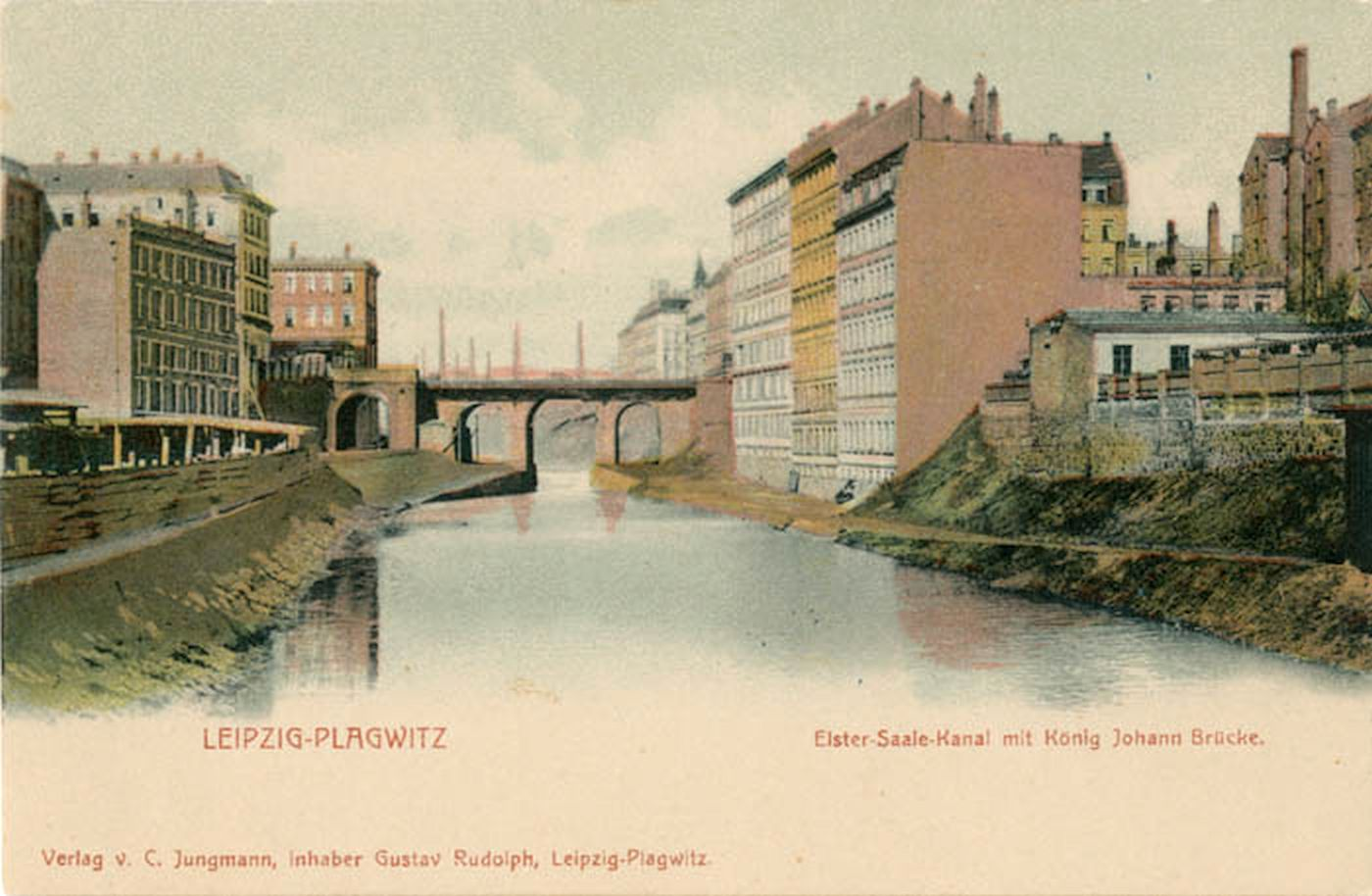
Karl-Heine-Kanal 1903. På vykortet syns König-Johann-Brücke (Zschocherschen Straße).

Karl Heine-kanal är en 3,3km lång kanal i västra Leipzig. Kanalen förbinder Lindenaus hamn med Weisse Elster. Längs kanalen finns 15 broar, och är farbar med mindre fartyg. Kanalen är ett kulturminne i Leipzig. 

## Historia
Kanalen initierades av industripionjären Carl Heine som en första etapp av en sjöfartskanal mellan Weisse Elster och Saale. Bygget påbörjades i Plagwitz. Den första delen av kanalen invigdes 25 juni 1864, och 1887 nåddes Järnvägen Leipzig–Probstzella i Lindenau. Mellan 1890 och 1898 byggdes den sista delen av kanalen som slutade strax före Lindenau hamn.